# Paranataelia padroni
Paranataelia padroni är en fjärilsart som beskrevs av Rudolf Pinker 1965. Paranataelia padroni ingår i släktet Paranataelia och familjen nattflyn. Inga underarter finns listade i Catalogue of Life.